# Siemion Kozyriew
Siemion Pawłowicz Kozyriew (ros. Семён Па́влович Ко́зырев, ur. 15 kwietnia 1907, zm. 15 sierpnia 1991) – radziecki dyplomata i polityk.

## Życiorys
Członek WKP(b), 1938 ukończył Moskiewski Instytut Prawniczy, 1939 był pomocnikiem generalnego sekretarza Ludowego Komisariatu Spraw Zagranicznych ZSRR, a 1939-1943 starszym pomocnikiem ludowego komisarza spraw zagranicznych ZSRR Wiaczesława Mołotowa. W 1943 sekretarz generalny i członek Kolegium Ludowego Komisariatu Spraw Zagranicznych ZSRR, radca Ambasady ZSRR przy Rządach Alianckich w Londynie, 1943-1944 radca Ambasady ZSRR przy Francuskim Komitecie Wyzwolenia Narodowego w Algierze, 1944-1945 radca Ambasady ZSRR we Francji, 1945-1949 kierownik Wydziału I Europejskiego Ludowego Komisariatu/Ministerstwa Spraw Zagranicznych ZSRR. Od 7 lutego 1950 do 12 października 1953 ambasador nadzwyczajny i pełnomocny ZSRR w Egipcie, od października 1953 do lutego 1957 szef Zarządu Kadr i członek Kolegium MSZ ZSRR, od 2 marca 1957 do 21 maja 1966 ambasador nadzwyczajny i pełnomocny ZSRR we Włoszech, 1966-1986 wiceminister spraw zagranicznych ZSRR.
Uczestnik konferencji w Poczdamie (1945) i konferencji w Paryżu (1946).